# Daidō Moriyama
Daidō Moriyama (en idioma japonés 森山 大道 Moriyama Daidō; 10 de octubre de 1938) es un fotógrafo japonés.
Estudió diseño en Osaka, lo que le permitió trabajar como grafista, pero en 1961 se interesó por la fotografía por lo que decidió aprenderla, tuvo como primer maestro a Takeji Iwamiya y después aprendió de Eikoh Hosoe con quien trabajó como asistente. En 1963 tras contraer matrimonio se estableció como fotógrafo freelance.
Fue miembro fundador del grupo Provoke, una revista experimental creada en 1968, junto a Takuma Nakahira y Koji Taki.Provoke buscaba replantear la estética de la fotografía contemporánea, así como cuestionar el lenguaje que, influenciado por corrientes occidentales, y por lo tanto cada vez más comercial, observaban expandirse dentro de su sociedad. En 1974 fundó la Photo Workshop School en Tokio junto a Nobuyoshi Araki, Masahisa Fukase, Eikoh Hosoe, Noriyaki Yokosuka y Shomei Tomatsu. Su principal alumno fue Keizō Kitajima.
Su obra se caracteriza por una técnica que utiliza con frecuencia efectos tipo flou o desenfoques en las figuras, sobreexposiciones y fuertes contrastes en blanco y negro, por lo que podrían parecer fotos imperfectas. Los temas que trata se refieren en su mayoría a la vida en la ciudad, empleando un lenguaje visual radical inspirado en Robert Frank, Shōmei Tōmatsu, Andy Warhol y William Klein.
Ha realizado numerosas publicaciones, su primer libro se llamaba Japan: A Photo Theater y se publicó en 1968, después se editaron Documentary 1-5, Another Country, Tales of Tono y Japan: A Photo Theater II. Tras una crisis creativa que tuvo en 1977 volvió a publicar Light and Shadow en 1982 al que han seguido numerosos libros. 
Entre los premios que ha obtenido se encuentran el premio anual de 1983 otorgado por la Sociedad Fotográfica de Japón y el Premio de cultura de la asociación alemana de fotografía de 2004.